# Wo bist du?
"Wo bist du" er den femte sang på albummet Rosenrot af Rammstein. Sangen er inspireret af Madeleine McCann-sagen om den lige engelske pige, som er forsvundet og ikke er blevet fundet.